# Michail Antonio
Michail Gregory Antonio (Wandsworth, 1990. március 28. –) jamaicai labdarúgó, a West Ham United csatára.
Az amatőr Tooting & Mitcham United csapatában kezdte meg pályafutását, mielőtt leigazolta volna a másodosztályú Reading, 2008-ban. Ezt követően visszaküldték őt kölcsönbe korábbi csapatához, majd a Cheltenham Townba, a Southamptonba és a Colchester Unitedbe, soha nem találta meg a helyét a Reading első csapatában. Négy év után elhagyta a Madejski Stadiont és a Sheffield Wednesdaybe igazolt, miután egy évet a csapatnál töltött kölcsönben. Két év alatt 64 meccset játszott és 12 gólt lőtt. Ezt követően leigazolta a Nottingham Forest 2014-ben, ahol 50 mérkőzésen 16 gólt tudott szerezni. Ez felkeltette a West Ham United figyelmét, így pályafutása során először az angol élvonalba igazolt. Itt több poszton is játszott, volt jobbhátvéd, jobboldali középpályás és jobbszélső, mielőtt a klub első számú csatára lett volna. 2021. augusztus 23-án a West Ham Premier League-történetének legtöbb gólt szerző játékosa lett.

## Élete
Londonban született, a Tooting & Mitcham United Juniors csapatában kezdett el játszani 12 évesen, mielőtt leszerződtette a Tottenham Hotspur. Négy gyermeke van, feleségével elváltak.
2024. december 7-én súlyos autóbalesetet szenvedett Essexben. Kórházba szállították, ahol magánál volt és stabil állapotban, de egyik lábát meg kellett műteni.

## Statisztikák

### Klubcsapat
Frissítve: 2021. november 28.
| Csapat                           | Szezon           | Bajnokság                        | Bajnokság | Bajnokság | FA-Kupa | FA-Kupa | Ligakupa | Ligakupa | Egyéb | Egyéb | Összesen | Összesen |
| Csapat                           | Szezon           | Osztály                          | Mér.      | Gól       | Mér.    | Gól     | Mér.     | Gól      | Mér.  | Gól   | Mér.     | Gól      |
| -------------------------------- | ---------------- | -------------------------------- | --------- | --------- | ------- | ------- | -------- | -------- | ----- | ----- | -------- | -------- |
| Tooting & Mitcham United         | 2008–09          | Isthmian League Premier Division | 9         | 7         | 0       | 0       | —        | —        | 3     | 3     | 12       | 10       |
| Reading                          | 2008–09          | Másodosztály                     | 0         | 0         | 0       | 0       | —        | —        | 0     | 0     | 0        | 0        |
| Reading                          | 2009–10          | Másodosztály                     | 1         | 0         | —       | —       | 1        | 0        | —     | —     | 2        | 0        |
| Reading                          | 2010–11          | Másodosztály                     | 21        | 1         | 1       | 0       | 2        | 0        | 0     | 0     | 24       | 1        |
| Reading                          | 2011–12          | Másodosztály                     | 6         | 0         | 1       | 0       | —        | —        | —     | —     | 7        | 0        |
| Reading                          | Összesen         | Összesen                         | 28        | 1         | 2       | 0       | 3        | 0        | 0     | 0     | 33       | 1        |
| Cheltenham Town (kölcsönben)     | 2008–09          | Harmadosztály                    | 9         | 0         | —       | —       | —        | —        | —     | —     | 9        | 0        |
| Southampton (kölcsönben)         | 2009–10          | Harmadosztály                    | 28        | 3         | 5       | 2       | —        | —        | 6     | 2     | 39       | 7        |
| Colchester United (kölcsönben)   | 2011–12          | Harmadosztály                    | 15        | 4         | —       | —       | —        | —        | 1     | 0     | 16       | 4        |
| Sheffield Wednesday (kölcsönben) | 2011–12          | Harmadosztály                    | 14        | 5         | —       | —       | —        | —        | —     | —     | 14       | 5        |
| Sheffield Wednesday              | 2012–13          | Másodosztály                     | 37        | 8         | 2       | 0       | 3        | 1        | —     | —     | 42       | 9        |
| Sheffield Wednesday              | 2013–14          | Másodosztály                     | 27        | 4         | 0       | 0       | 1        | 0        | —     | —     | 28       | 4        |
| Sheffield Wednesday              | Összesen         | Összesen                         | 78        | 17        | 2       | 0       | 4        | 1        | 0     | 0     | 84       | 18       |
| Nottingham Forest                | 2014–15          | Másodosztály                     | 46        | 14        | 1       | 0       | 2        | 1        | —     | —     | 49       | 15       |
| Nottingham Forest                | 2015–16          | Másodosztály                     | 4         | 2         | —       | —       | 1        | 2        | —     | —     | 5        | 4        |
| Nottingham Forest                | Összesen         | Összesen                         | 50        | 16        | 1       | 0       | 3        | 3        | —     | —     | 54       | 19       |
| West Ham United                  | 2015–16          | Premier League                   | 26        | 8         | 6       | 1       | —        | —        | —     | —     | 32       | 9        |
| West Ham United                  | 2016–17          | Premier League                   | 29        | 9         | 1       | 0       | 3        | 0        | 4     | 0     | 37       | 9        |
| West Ham United                  | 2017–18          | Premier League                   | 21        | 3         | 0       | 0       | 0        | 0        | —     | —     | 21       | 3        |
| West Ham United                  | 2018–19          | Premier League                   | 33        | 6         | 2       | 0       | 3        | 1        | —     | —     | 38       | 7        |
| West Ham United                  | 2019–20          | Premier League                   | 24        | 10        | 1       | 0       | 1        | 0        | —     | —     | 26       | 10       |
| West Ham United                  | 2020–21          | Premier League                   | 25        | 10        | 1       | 0       | 0        | 0        | —     | —     | 26       | 10       |
| West Ham United                  | 2021–22          | Premier League                   | 12        | 6         | 0       | 0       | 0        | 0        | 3     | 1     | 12       | 7        |
| West Ham United                  | Összesen         | Összesen                         | 170       | 52        | 11      | 1       | 7        | 1        | 7     | 1     | 195      | 55       |
| Karrier összesen                 | Karrier összesen | Karrier összesen                 | 387       | 100       | 21      | 3       | 17       | 5        | 18    | 6     | 442      | 114      |

### Válogatott
Frissítve: 2021. november 16.
| Válogatott | Év       | Mérkőzések | Gólok |
| ---------- | -------- | ---------- | ----- |
| Jamaica    | 2021     | 3          | 2     |
| Összesen   | Összesen | 3          | 2     |

#### Gólok
| Gól | Dátum              | Helyszín                        | Vál. | Ellenfél         | Eredmény | Végeredmény | Torna                            | For.   |
| --- | ------------------ | ------------------------------- | ---- | ---------------- | -------- | ----------- | -------------------------------- | ------ |
| 1   | 2021. november 12. | Estadio Cuscatlán, San Salvador | 2    | Salvador         | 1–0      | 1–1         | 2022-es világbajnokság selejtező | [ 12 ] |
| 2   | 2021. november 16. | Independence Park, Kingston     | 3    | Egyesült Államok | 1–1      | 1–1         | 2022-es világbajnokság selejtező | [ 13 ] |

## Díjak és elismerések
Southampton
- Football League Trophy: 2009–2010[14]

Sheffield Wednesday
- Harmadosztály második helyezett: 2011–2012[15]

West Ham United
- UEFA Konferencia Liga: 2022–2023[16]

Egyéni
- Nottingham Forest Az év játékosa: 2014–2015[17]
- West Ham United Az év kalapácsosa: 2016–2017[18]
- Premier League A hónap játékosa: 2020 júliusa,[19] 2021 augusztusa[20]